# Kanton Savigny-le-Temple
Kanton Savigny-le-Temple (fr. Canton de Savigny-le-Temple) je francouzský kanton v departementu Seine-et-Marne v regionu Île-de-France. Tvoří ho šest obce. Před reformou kantonů 2014 ho tvořily tři obce.

## Obce kantonu
od roku 2015:
- Boissettes
- Boissise-la-Bertrand
- Cesson
- Le Mée-sur-Seine
- Savigny-le-Temple
- Vert-Saint-Denis

před rokem 2015:
- Nandy
- Savigny-le-Temple
- Seine-Port